# Szczur
Szczur, seramoszczur (Rattus) – rodzaj ssaków z podrodziny myszy (Murinae) w obrębie rodziny myszowatych (Muridae), obejmujący kilkadziesiąt gatunków. Do najbardziej rozpowszechnionych należą, występujące również w Polsce, szczur śniady i szczur wędrowny, a także występujący w południowo-wschodniej Azji i na wyspach Pacyfiku szczur polinezyjski.

## Rozmieszczenie geograficzne
Szczury występują na wszystkich kontynentach oprócz Antarktydy. Z ludźmi dotarły także na wiele wysp i archipelagów położonych na oceanach.

## Morfologia
Długość ciała (bez ogona) 65–300 mm, długość ogona 77–330 mm, długość ucha 14,6–27 mm, długość tylnej stopy 17–50 mm; masa ciała 22–540 g.

## Systematyka
Rodzaj zdefiniował w 1803 roku niemiecki przyrodnik i anatom Johann Fischer von Waldheim w książce swojego autorstwa zatytułowanej „Narodowe Muzeum Historii Naturalnej w Paryżu: od początków do obecnej świetności”. Gatunkiem typowym jest (oznaczenie monotypowe) szczur wędrowny (R. norvegicus).

### Etymologia
- Rattus (Ruttus): łac. rattus ‘szczur’[17].
- Acanthomys: gr. ακανθα akantha ‘kolec, cierń’, od ακη akē ‘punkt’; μυς mus, μυος muos ‘mysz’[18]. Gatunek typowy (oznaczenie monotypowe): Acanthomys leucopus J.E. Gray, 1867.
- Epimys (Epinomys): gr. επι epi ‘w pobliżu, blisko’; μυς mus, μυος muos ‘mysz’[19]. Gatunek typowy: Mus rattus Linnaeus, 1758.
- Stenomys: gr. στηνος stēnos ‘wąski, cienki’[20]; μυς mus, μυος muos ‘mysz’[21]. Gatunek typowy (oryginalne oznaczenie): Mus verecundus O. Thomas, 1904.
- Christomys: Wyspa Bożego Narodzenia (ang. Christmas Island); gr. μυς mus, μυος muos ‘mysz’[21]. Gatunek typowy (oryginalne oznaczenie): Mus macleari O. Thomas, 1887.
- Cironomys: gr. κειρω keirō ‘obciąć, ostrzyc’[22]; μυς mus, μυος muos ‘mysz’[21]. Gatunek typowy (oryginalne oznaczenie): Rattus hoogerwerfi Chasen, 1939.
- Geromys: gr. γηρας gēras ‘starość’[23]; μυς mus, μυος muos ‘mysz’[21]. Gatunek typowy (oryginalne oznaczenie): Mus gestri O. Thomas, 1897 (= Mus sordidus Gould, 1858).
- Mollicomys: łac. mollis ‘miękki, delikatny’[24]; gr. μυς mus, μυος muos ‘mysz’[21]. Gatunek typowy (oryginalne oznaczenie): Mus hoffmanni Matschie, 1901.
- Octomys: gr. οκτω oktō ‘osiem’[25]; μυς mus, μυος muos ‘mysz’[21]. Gatunek typowy (oryginalne oznaczenie): Mus concolor Blyth, 1859 (= Mus exulans Peale, 1848).
- Pullomys: łac. pullus ‘ciemnego koloru’[26]; gr. μυς mus, μυος muos ‘mysz’[21]. Gatunek typowy (oryginalne oznaczenie): Mus pulliventer G.S. Miller, 1902 (= Mus rattus Linnaeus, 1758).
- Togomys: Togo, Afryka Zachodnia; gr. μυς mus, μυος muos ‘mysz’[11]. Gatunek typowy (oryginalne oznaczenie): Togomys melanoderma Dieterlen, 1986 (= Mus exulans Peale, 1848).

### Podział systematyczny
Szeroki zakres zmienności morfologicznej uniemożliwia obecnie obiektywną ogólną diagnozę i najprawdopodobniej takson ten składa się z kilku monofiletycznych klastrów. Do rodzaju należą następujące występujące współcześnie i wymarłe po 1500 roku gatunki:
| Grafika | Gatunek               | Autor i rok opisu                                                                  | Nazwa zwyczajowa     | Podgatunki         | Rozmieszczenie geograficzne | Podstawowe wymiary                                  | Status IUCN |
| ------- | --------------------- | ---------------------------------------------------------------------------------- | -------------------- | ------------------ | --- | --------------------------------------------------- | ----------- |
|         | Rattus timorensis     | Kitchener, K.P. Aplin & Boeadi, 1991                                               | szczur timorski      | gatunek monotypowy | endemit Indonezji (zachodni Timor (góra Mutis)); zakres wysokości: około 1900 m n.p.m. | DC: około 15,7 cm DO: około 7,7 cm MC: około 112 g  | DD          |
|         | Rattus hainaldi       | Kitchener, How & Maharadatunkamsi, 1991                                            | szczur floreski      | gatunek monotypowy | endemit Indonezji (Flores); zakres wysokości: 1000–2000 m n.p.m. | DC: około 13,3 cm DO: około 16,1 cm MC: około 8,1 g | EN          |
|         | Rattus nativitatis    | (O. Thomas, 1889)                                                                  | szczur ospały        | gatunek monotypowy | endemit Australii (Wyspa Bożego Narodzenia) | DC: 25–27 cm DO: około 17,5 cm MC: 250–300 g        | EX          |
|         | Rattus macleari       | (O. Thomas, 1887)                                                                  | szczur płaczliwy     | gatunek monotypowy | endemit Australii (Wyspa Bożego Narodzenia) | DC: brak danych DO: brak danych MC: brak danych     | EX          |
|         | Rattus everetti       | (Günther, 1879)                                                                    | szczur dżunglowy     | gatunek monotypowy | endemit Filipin (szeroko rozpowszechniony z wyjątkiem Palawanu, Batanes i Babuyan; zakres wysokości: do 2400 m n.p.m. | DC: 21–24 cm DO: 18,1–24 cm MC: 320–390 g           | LC          |
|         | Rattus xanthurus      | (J.E. Gray, 1867)                                                                  | szczur żółtoogonowy  | gatunek monotypowy | endemit Indonezji (północny Celebes (północno-wschodni półwysep Minahasa)); zakres wysokości: poniżej 1000 m n.p.m. | DC: 23–26 cm DO: 29–33 cm MC: brak danych           | LC          |
|         | Rattus pelurus        | Sody, 1941                                                                         | szczur wyspowy       | gatunek monotypowy | endemit Indonezji (Peleng i Wyspy Banggai, na wschód od Celebes) | DC: 24–27 cm DO: 24–28 cm MC: brak danych           | DD          |
|         | Rattus facetus        | G.S. Miller & Hollister, 1921                                                      |                      | gatunek monotypowy | endemit Indonezji (południowa część półwyspu Minahasa i środkowy Celebes) | DC: 13,5–23 cm DO: 17,5–26 cm MC: brak danych       | NE          |
|         | Rattus marmosurus     | O. Thomas, 1921                                                                    | szczur oposowaty     | gatunek monotypowy | endemit Indonezji (północny Celebes (półwysep Minahasa)) | DC: 13,5–23 cm DO: 17,5–26 cm MC: brak danych       | LC          |
|         | Rattus bontanus       | O. Thomas, 1921                                                                    | szczur stokowy       | gatunek monotypowy | endemit Indonezji (południowo-zachodnia, półwyspowa cześć Celebesu (góra Lompobatang i przyległe niziny)); zakres wysokości: 0–2500 m n.p.m. | DC: 18,7–24 cm DO: 23–30 cm MC: brak danych         | LC          |
|         | Rattus salocco        | Tate & Archbold, 1935                                                              | szczur salokański    | gatunek monotypowy | endemit Indonezji (południowo-wschodnia półwyspowa część Celebesu (niziny Tanke Salokko i Mowewe)); zakres wysokości: 300–1500 m n.p.m. | DC: około 21 cm DO: około 26 cm MC: brak danych     | VU          |
|         | Rattus elaphinus      | Sody, 1941                                                                         | szczur archipelagowy | gatunek monotypowy | endemit Indonezji (Wyspy Sula (Taliabu i Mangole)) | DC: 12,8–21 cm DO: 15,4–20 cm MC: 123–197 g         | NT          |
|         | Rattus feileri        | P.-H. Fabre, Portela Miguez, Holden, Fitriana, Semiadi, Musser & K.M. Helgen, 2023 |                      | gatunek monotypowy | endemit Indonezji (znany tylko z miejsca typowego na wyspie Taliabu, Moluki) | DC: około 17,6 cm DO: około 23,7 cm MC: brak danych | NE          |
|         | Rattus taliabuensis   | P.-H. Fabre, Miguez Miguez, Holden, Fitriana, Semiadi, Musser & K.M. Helgen, 2023  |                      | gatunek monotypowy | endemit Indonezji (znany tylko z miejsca typowego na wyspie Taliabu, Moluki) | DC: około 23,4 cm DO: około 16,5 cm MC: brak danych | NE          |
|         | Rattus feliceus       | O. Thomas, 1920                                                                    | szczur szczęśliwy    | gatunek monotypowy | endemit Indonezji (Seram (Moluki)); zakres wysokości: 0–2000 m n.p.m. | DC: 16,7–28 cm DO: 16,5–18,5 cm MC: 120–345 g       | NT          |
|         | Rattus ceramicus      | (O. Thomas, 1920)                                                                  | seramoszczur górski  | gatunek monotypowy | endemit Indoenzji (Seram (góra Manusela, być może inne tereny wyżynne) oraz Moluki); zakres wysokości: 1500–2000 m n.p.m. | DC: 11,8–13,5 cm DO: 12,6–14 cm MC: około 66,5 g    | EN          |
|         | Rattus morotaiensis   | R. Kellogg, 1945                                                                   | szczur molucki       | gatunek monotypowy | endemit Indonezji (Morotai, Halmahera i Bacan (Moluki); być może inne wyspy (np. Ternate); zakres wysokości: 0–1000 m n.p.m. | DC: 12–21 cm DO: 16,5–22 cm MC: 86–159 g            | LC          |
|         | Rattus halmaheraensis | P.-H. Fabre, Portela Miguez, Holden, Fitriana, Semiadi, Musser & K.M. Helgen, 2023 |                      | gatunek monotypowy | endemit Indonezji (Halmahera); zakres wysokości: 0–1000 m n.p.m. | DC: 16,1–21,5 cm DO: 15,4–22,1 cm MC: 49–159 g      | NE          |
|         | Rattus ombirah        | P.-H. Fabre, Miguez Miguez, Holden, Fitriana, Semiadi, Musser & K.M. Helgen, 2024  |                      | gatunek monotypowy | endemit Indonezji (Obi) | DC: 11,6–12,2 cm DO: 15,7 cm MC: 132 g              | NE          |
|         | Rattus lutreola       | (J.E. Gray, 1841)                                                                  | szczur błotny        | 3 podgatunki       | endemit Australii (północno-wschodni Queensland na wschód do południowo-wschodniej Australii Południowej (wraz z wyspami Wielka Wyspa Piaszczysta, North Stradbroke i Wyspa Kangura); zakres wysokości: 0–1600 m n.p.m.                                 | DC: 12–20 cm DO: 8–14,5 cm MC: 55–160 g             | LC          |
|         | Rattus sordidus       | (Gould, 1858)                                                                      | szczur ciemny        | gatunek monotypowy | Nowa Gwinea (Indonezja i Papua-Nowa Gwinea) i Australia (północny i wschodni Queensland, także South West Island, u wybrzeży Terytorium Północnego, gdzie prawdopodobnie wymarł)                                                                        | DC: 11–21 cm DO: 10–16 cm MC: 50–260 g              | LC          |
|         | Rattus tunneyi        | (O. Thomas, 1904)                                                                  | szczur blady         | 2 podgatunki       | endemit Australii (północna i wschodnia część oraz kilka wysp (Bathurst, Groote Eylandt i Sir Edward Pellew Group) | DC: 11,8–19,8 cm DO: 7,8–19 cm MC: 50–210 g         | LC          |
|         | Rattus fuscipes       | (Waterhouse, 1839)                                                                 | szczur zaroślowy     | 4 podgatunki       | endemit Australii (południowo-zachodnia Australia Zachodnia, południowo-wschidni Queensland do południowo-wschodniej Australii Południowej i rózne przybrzeżne wyspy (w tym Wyspa Kangura)); zakres wysokości: 0–2210 m n.p.m.                          | DC: 10–20 cm DO: 10–19,5 cm MC: 50–225 g            | LC          |
|         | Rattus villosissimus  | (Waite, 1898)                                                                      | szczur długowłosy    | gatunek monotypowy | endemit Australii (główne obszary: obszary płaskowyżu Barkly (Terytorium Północne), Channel Country (południowo-zachodni Queensland oraz północno-wschodnia Australia Zachodnia) i South West Island)                                                   | DC: 13–22 cm DO: 12–18 cm MC: 60–280 g              | LC          |
|         | Rattus colletti       | (O. Thomas, 1904)                                                                  | szczur aluwialny     | gatunek monotypowy | endemit Australii (północne Terytorium Północne i Wyspa Melville’a) | DC: 6,5–21 cm DO: 7,8–15 cm MC: 22–213 g            | LC          |
|         | Rattus leucopus       | (J.E. Gray, 1867)                                                                  | szczur koralowy      | gatunek monotypowy | południowa Nowa Gwinea (Indonezja i Papua-Nowa Gwinea) oraz Australia (północny i południowo-wschodni przylądek Jork, Queensland); prawdopodobnie Wyspy Aru); zakres wysokości: 0–1200 m n.p.m.                                                         | DC: 13,5–21 cm DO: 14–21 cm MC: 90–205 g            | LC          |
|         | Rattus jobiensis      | Rümmler, 1935                                                                      | szczur zatokowy      | gatunek monotypowy | endemit Indonezji (Supioro, Biak, Owi i Yapen (zatoka Cenderawasih, u wybrzeży północno-zachodniej Nowej Gwinei); zakres wysokości: do 600 m n.p.m. | DC: 21–25 cm DO: 18,6–23 cm MC: 260–500 g           | LC          |
|         | Rattus verecundus     | (O. Thomas, 1904)                                                                  | szczur skromny       | 3 podgatunki       | Indonezja i Papua-Nowa Gwinea (południowo-wschodnia, środkowa i wschodnia Nowa Gwinea); zakres wysokości: 150–2700 m n.p.m. | DC: 12,3–16,8 cm DO: 14,3–17,1 cm MC: 88–133 g      | LC          |
|         | Rattus novaeguineae   | J.M. Taylor & Calaby, 1982                                                         | szczur nowogwinejski | gatunek monotypowy | endemit Papui-Nowej Gwinei (środkowa-wschodnia część); zakres wysokości: 740–1520 m n.p.m. | DC: 15,5–23 cm DO: 13,5–18 cm MC: 103–180 g         | LC          |
|         | Rattus praetor        | (O. Thomas, 1888)                                                                  | szczur kłujący       | 2 podgatunki       | zachodnia i północna Nowa Gwinea (być może wyspy Gebe i Salawati), Archipelag Bismarcka i Wyspy Salomona; zakres wysokości: 0–2000 m n.p.m. | DC: 15,7–24 cm DO: 14,4–18,1 cm MC: 164–228 g       | LC          |
|         | Rattus nikenii        | Maryanto, Sinaga, Achmadi & Maharadatunkmsi, 2010                                  | szczur gruby         | gatunek monotypowy | endemit Indonezji (Gag Wyspy Raja Ampat); być może inne wyspy w regionie) | DC: 13,5–30 cm DO: 13,8–16,5 cm MC: 113–175 g       | VU          |
|         | Rattus steini         | Rümmler, 1935                                                                      | szczur papuaski      | 4 podgatunki       | Indonezja i Papua-Nowa Gwinea (Nowa Gwinea (od gór Weyland na wschód do gór Bowutu)); zakres wysokości: 450–2800 m n.p.m. | DC: 14–19,3 cm DO: 14–19,3 cm MC: 110–220 g         | LC          |
|         | Rattus giluwensis     | J. Edwards Hill, 1960                                                              | szczur giluweński    | gatunek monotypowy | wschodnio-środkowa Nowa Gwinea (góra Giluwe i pobliskie szczyty, góry Kaijende); zakres wysokości: 2195–3660 m n.p.m. | DC: 13,6–18,7 cm DO: 8,4–10,8 cm MC: 50–60 g        | LC          |
|         | Rattus pococki        | (Ellerman, 1941)                                                                   | szczur wyżynny       | gatunek monotypowy | Indonezja i Papua Nowa Gwinea (Góry Centralne w zachodniej i środkowej części Nowej Gwinei); zakres wysokości: 1500–2500 m n.p.m. | DC: około 12,7 cm DO: około 12,6 cm MC: brak danych | LC          |
|         | Rattus richardsoni    | (Tate, 1949)                                                                       | szczur lodowcowy     | gatunek monotypowy | endemit Indonezji (góry zachodniej Nowej Gwinei (włącznie z górą Jaya, wokół jeziora Habbema i góry Trikora); zakres wysokości: 3225–4500 m n.p.m. | DC: 12,2–13,3 cm DO: 12,8–14,2 cm MC: 59–74 g       | VU          |
|         | Rattus omichlodes     | (Misonne, 1979)                                                                    | szczur młakowy       | gatunek monotypowy | endemit Indonezji (zachodnia Nowa Gwinea (Góry Śnieżne)); zakres wysokości: około 2950 m n.p.m. | DC: 12,8–13,9 cm DO: 9,6–10,1 cm MC: 69–78 g        | DD          |
|         | Rattus vandeuseni     | (J.M. Taylor & Calaby, 1982)                                                       | szczur pustelniczy   | gatunek monotypowy | endemit Papui-Nowej Gwinei (skrajnie południowo-wschodni półwysep Papuan); zakres wysokości: powyżej 1300 m n.p.m. | DC: 12–16 cm DO: 12,5–15,2 cm MC: 50–88 g           | NT          |
|         | Rattus arfakiensis    | Rümmler, 1935                                                                      | szczur iriański      | gatunek monotypowy | endemit Indonezji (północno-zachodnia Nowa Gwinea (góry Pegunungan Arfak na półwyspie Ptasia Głowa)); zakres wysokości: około 2000 m n.p.m. | DC: około 13,3 cm DO: około 13,5 cm MC: brak danych | DD          |
|         | Rattus niobe          | (O. Thomas, 1906)                                                                  | szczur mszysty       | gatunek monotypowy | endemit Papui-Nowej Gwinei (Nowa Gwinea (wschodnie wyżyny i półwysep Huon)); zakres wysokości: 760–4050 m n.p.m. | DC: 10–13,5 cm DO: 11,5–14 cm MC: 36–55 g           | LC          |
|         | Rattus arrogans       | (O. Thomas, 1922)                                                                  | szczur zuchwały      | gatunek monotypowy | endemit Indonezji (zachodnia Nowa Gwinea); zakres wysokości: 2200–4100 m n.p.m. | DC: około 13 cm DO: około 11,4 cm MC: brak danych   | LC          |
|         | Rattus mordax         | (O. Thomas, 1904)                                                                  | szczur kąsający      | 2 podgatunki       | endemit Papui-Nowej Gwinei (wschodnia Nowa Gwinea (półwyspy Huon i Papuan, Wyspy d’Entrecasteaux, wyspa Woodlark oraz Luizjady)); zakres wysokości: do 2800 m n.p.m.                                                                                    | DC: 14,2–25 cm DO: 11,5–20 cm MC: 190–255 g         | LC          |
|         | Rattus detentus       | Timm, Weijola, K.P. Aplin, Flannery & Pine, 2016                                   |                      | gatunek monotypowy | endemit Papui-Nowej Gwinei (wyspa Manus (Wyspy Admiralicji)); zakres wysokości: 0–200 m n.p.m. | DC: około 26 cm DO: około 15 cm MC: brak danych     | CR          |
|         | Rattus sanila         | Flannery & J.P. White, 1991                                                        | szczur nowoirlandzki | gatunek monotypowy | endemit Papui-Nowej Gwinei (Nowa Irlandia (Archipelag Bismarcka)) | DC: brak danych DO: rak danych MC: rak danych       | NE          |
|         | Rattus satarae        | Hinton, 1918                                                                       | szczur dekański      | gatunek monotypowy | endemit Indii (Ghaty Zachodnie (Maharasztra, Karnataka i Tamilnadu)); zakres wysokości: 700–2150 m n.p.m. | DC: 15,7–19 cm DO: 15,3–23 cm MC: brak danych       | VU          |
|         | Rattus ranjiniae      | Agrawal & Ghosal, 1969                                                             | szczur królowej      | gatunek monotypowy | endemit Indii (rozproszone populacje w południowej Kerali); zakres wysokości: do 1000 m n.p.m. | DC: 16,2–26 cm DO: 18,7–23 cm MC: brak danych       | EN          |
|         | Rattus montanus       | W.W.A. Phillips, 1932                                                              | szczur górski        | gatunek monotypowy | endemit Sri Lanki (rozdrobnione miejsca w Masywie Centralnym) | DC: 16–17 cm DO: 21–23 cm MC: brak danych           | EN          |
|         | Rattus norvegicus     | (Berkenhout, 1769)                                                                 | szczur wędrowny      | gatunek monotypowy | pochodzi z północnej Chińskiej Republiki Ludowej (prawdopodobnie Mongolii), południowo-zachodniej Syberii i Japonii; introdukowany na całym świecie | DC: 16–29 cm DO: 12,2–25 cm MC: 195–540 g           | LC          |
|         | Rattus nitidus        | (Hodgson, 1845)                                                                    | szczur białostopy    | gatunek monotypowy | Himalaje na wschód do północnej i wschodniej CHińskiej Republiki Ludowej, na południe do Mjanmy, północnej Tajlandii i Wietnamu; introsukowany w Filipinach, Indonezji i Palau; zakres wysokości: 685–2740 m n.p.m.                                     | DC: 14,8–18 cm DO: 13,5–21 cm MC: 110–140 g         | LC          |
|         | Rattus stoicus        | (G.S. Miller, 1902)                                                                | szczur andamański    | gatunek monotypowy | endemit Indii (Andamany (Andaman Środkowy i Południowy oraz wyspa Henry Lawrence)); zakres wysokości: 0–200 m n.p.m. | DC: 22–26 cm DO: 19,2–21 cm MC: brak danych         | VU          |
|         | Rattus burrus         | (G.S. Miller, 1902)                                                                | szczur nikobarski    | gatunek monotypowy | endemit Indii (Nikobary (Trinkat, Mały i Wielki Nikobar)); zakres wysokości: do 100 m n.p.m. | DC: 17,4–21 cm DO: 18,3–21 cm MC: brak danych       | EN          |
|         | Rattus palmarum       | (Zelebor, 1869)                                                                    | szczur palmowy       | gatunek monotypowy | endemit Indii (Nikabary (Kar i Wielki Nikobar)); zakres wysokości: 50–150 m n.p.m. | DC: 22–24 cm DO: 22–23 cm MC: brak danych           | VU          |
|         | Rattus sakeratensis   | Gyldenstolpe, 1917                                                                 |                      | gatunek monotypowy | ;północna i środkowa Tajlandia oraz północny Laos (równina Wientianu); granice zasięgu nieznane | DC: około 15,4 cm DO: około 13,3 cm MC: około 84 g  | NE          |
|         | Rattus rattus         | (Linnaeus, 1758)                                                                   | szczur śniady        | gatunek monotypowy | pochodzi z subkontynetu indyjskiego; introdukowany na całym świecie | DC: 11,6–26 cm DO: 12–26 cm MC: 85–300 g            | LC          |
|         | Rattus tanezumi       | (Temminck, 1845)                                                                   | szczur orientalny    | gatunek monotypowy | pochodzi od wschodniego Afganistanu i północnych Indii na wschód przez kontynentalną Azję Południowo-Wschodnią, być może Tajwan i Japonia; szeroko introdukowany; zakres wysokości: 0–2000 m n.p.m.                                                     | DC: 10,5–21 cm DO: 12–23 cm MC: 100–200 g           | LC          |
|         | Rattus losea          | (Swinhoe, 1871)                                                                    | szczur tajwański     | gatunek monotypowy | południowo-środkowa i południowo-wschodnia Chińska Republika Ludowa (wraz wyspami Hajnan i Peskadory), Tajwan, Tajlandia, północny Laos, Wietnam, Kambodża oraz okazjonalnie w środkowej części Półwyspu Malajskiego; zakres wysokości: 0–1000 m n.p.m. | DC: 12–18,5 cm DO: 11–17,5 cm MC: 22–92 g           | LC          |
|         | Rattus osgoodi        | Musser & Newcomb, 1985                                                             | szczur wietnamski    | gatunek monotypowy | endemit Wietnamu (płaskowyż Đà Lạt); zakres wysokości: 900–2000 m n.p.m. | DC: 12,4–17,1 cm DO: 14,7–16,1 cm MC: brak danych   | LC          |
|         | Rattus tiomanicus     | (G.S. Miller, 1900)                                                                | szczur malajski      | gatunek monotypowy | Półwysep Malajski, Wielkie Wyspy Sundajskie (Maleja i Indonezja), Palawan (Filipiny) i wiele przybrzeżnych wysp | DC: 14–19 cm DO: 15–20 cm MC: 55–150 g              | LC          |
|         | Rattus tawitawiensis  | Musser & Heaney, 1985                                                              | szczur skryty        | gatunek monotypowy | endemit Filipin (Archipelag Sulu (wyspa Tawi-Tawi)) | DC: 16–21 cm DO: 14,6–18 cm MC: brak danych         | DD          |
|         | Rattus baluensis      | (O. Thomas, 1894)                                                                  | szczur wierchowy     | gatunek monotypowy | endemit Malezji (północne Borneo (góra Kinabalu)); zakres wysokości: 1525–3810 m n.p.m. | DC: 15,8–18,8 cm DO: 17,5–20 cm MC: około 108 g     | LC          |
|         | Rattus korinchi       | (H.C. Robinson & Kloss, 1916)                                                      | szczur samotny       | gatunek monotypowy | endemit Indonezji (zachodnia Sumatra (góry Talakmau i Kerinci)) | DC: 16,6–16,9 cm DO: 21–22 cm MC: brak danych       | DD          |
|         | Rattus blangorum      | G.S. Miller, 1942                                                                  | szczur indonezyjski  | gatunek monotypowy | endemit Indonezji (północna Sumatra (pogórze góry Leuser)); zakres wysokości: około 1100 m n.p.m. | DC: 13,9–14,9 cm DO: 16,1–17,5 cm MC: 74–91 g       | DD          |
|         | Rattus simalurensis   | (G.S. Miller, 1903)                                                                | szczur simalurski    | gatunek monotypowy | endemit Indonezji (wyspy Simeulue, Siumat, Lasia i Babi u wybrzeży północno-zachodniej Sumatry) | DC: 20–21 cm DO: 17,6–19,8 cm MC: brak danych       | EN          |
|         | Rattus lugens         | (G.S. Miller, 1903)                                                                | szczur żałobny       | gatunek monotypowy | endemit Indonezji (Wyspy Mentawai (Siberut, Sipura, Północna i Południowa Pagai)) u wybrzeżu zachodniej Sumatry) | DC: około 23 cm DO: około 21 cm MC: brak danych     | VU          |
|         | Rattus adustus        | Sody, 1940                                                                         | szczur ogorzały      | gatunek monotypowy | endemit Indonezji (wyspa Enggano u wybrzeży południowo-zachodniej Sumatry) | DC: około 18 cm DO: około 14,8 cm MC: brak danych   | DD          |
|         | Rattus enganus        | (G.S. Miller, 1906)                                                                | szczur engański      | gatunek monotypowy | endemit Indonezji (wyspa Enggano u wybrzeży południowo-zachodniej Sumatry) | DC: około 23 cm DO: około 26 cm MC: brak danych     | DD          |
|         | Rattus mindorensis    | (O. Thomas, 1898)                                                                  | szczur mindorski     | gatunek monotypowy | endemit Filipin (Mindoro); zakres wysokości: 1000–1500 m n.p.m. | DC: około 19 cm DO: około 16,3 cm MC: brak danych   | LC          |
|         | Rattus hoogerwerfi    | Chasen, 1939                                                                       | szczur wysokogórski  | gatunek monotypowy | endemit Indonezji (północna Sumatra (wyżyny u stóp góry Leuser)); zakres wysokości: 2500–3000 m n.p.m. | DC: 16,5–19,6 cm DO: 21–26 cm MC: 113–153 g         | VU          |
|         | Rattus argentiventer  | (H.C. Robinson & Kloss, 1916)                                                      | szczur ryżowiskowy   | gatunek monotypowy | środkowy Laos, Wietnam, Kambodża, Tajlandia, Półwysep Malajski, Wielkie Wyspy Sundajskie i wiele przybrzeżnych wysp; introdukowany w Fwilipinach i wschodniej Indonezji                                                                                 | DC: 13,6–23 cm DO: 14,9–21 cm MC: 52–239 g          | LC          |
|         | Rattus hoffmanni      | (Matschie, 1901)                                                                   | szczur sulaweski     | gatunek monotypowy | endemit Indonezji (Celebes (za wyjątkiem góry Lompobatang na południowo-zachodnim półwyspie) i Wyspy Togian (Malenge)) | DC: 14,2–21 cm DO: 14,5–21 cm MC: 90–250 g          | LC          |
|         | Rattus koopmani       | Musser & Holden, 1991                                                              | szczur eremicki      | gatunek monotypowy | endemit Indonezji (Wyspy Banggai (Peleng)) | DC: około 23 cm DO: około 21 cm MC: brak danych     | DD          |
|         | Rattus mollicomulus   | Tate & Archbold, 1935                                                              | szczur miękkowłosy   | gatunek monotypowy | endemit Indonezji (południowo-zachodni Calebes (góra Lompobatang)); zakres wysokości: 1100–2000 m n.p.m. | DC: 15,3–15,7 cm DO: 14,1–15,4 cm MC: brak danych   | EN          |
|         | Rattus andamanensis   | (Blyth, 1860)                                                                      | szczur indochiński   | gatunek monotypowy | wschodni Nepal na wschód do środkowej Chińskiej Republiki Ludowej (wraz z Hongkongiem i wyspą Hajnan), na południe do Andamanów i Nikobarów, wyspy na wschód od półwyspowej Tajlandii, Kambodży i południowego Wietnamu                                 | DC: 15,5–20 cm DO: 18,5–24 cm MC: 100–150 g         | LC          |
|         | Rattus pyctoris       | (Hodgson, 1845)                                                                    | szczur himalajski    | gatunek monotypowy | środkowy Iran, Afganistan, wschodni Uzbekistan i południowo-wschodni Kazachstan przez góry Tienszan, Pamir i Himalaje do środkowej Chińskiej Republiki Ludowej i północnej Mjanmy; zakres wysokości: 1200–4250 m n.p.m.                                 | DC: 14–21 cm DO: 13,5–21 cm MC: 100–200 g           | LC          |
|         | Rattus exulans        | (Peale, 1848)                                                                      | szczur polinezyjski  | gatunek monotypowy | pochodzi z kontynentalnej Azji Południowo-Wschodniej, Tajwanu i Wielkich Wysp Sundajskich (włącznie z przybrzeżnymi wyspami); introdukowany w Filipinach, wschodniej Indonezji i na wyspach Oceanu Spokojnego                                           | DC: 7,5–16,5 cm DO: 10,2–19,7 cm MC: 23–60 g        | LC          |

Kategorie IUCN:  LC  – gatunek najmniejszej troski,  NT  – gatunek bliski zagrożenia,  VU  – gatunek narażony,  EN  – gatunek zagrożony,  CR  – gatunek krytycznie zagrożony,  EX  – gatunek wymarły,  DD  – gatunki o nieokreślonym stopniu zagrożenia;  NE  – gatunki niepoddane jeszcze ocenie.
Opisano również gatunki wymarłe w czasach prehistorycznych:
- Rattus casimcensis Rădulescu & Samson, 1973[35] (Rumunia; plejstocen)
- Rattus haasi Tchernov, 1968[36] (Izrael; plejstocen)
- Rattus jaegeri Chaimanee, 1998[37] (Tajlandia; pliocen–plejstocen)
- Rattus miyakoensis Kawaguchi, Kaneko & Hasegawa, 2009[38] (Japonia; plejstocen)
- Rattus trinilensis Musser, 1982[39] (Indonezja; plejstocen)